# Проста акція
Прості акції або звичайні акції — це акції, які надають право голосу їхнім власникам у раді директорів компанії, але дивіденди, отримані від таких акцій, зазвичай є меншими від тих, які отримають власники привілейованих акцій.
Згідно з Законом України «Про цінні папери та фондовий ринок» [Архівовано 23 січня 2022 у Wayback Machine.] розрізняють два типи акцій.
Акції, випущені акціонерним товариством, бувають прості та привілейовані.

## Прості акції
Прості акції надають їхнім власникам право на отримання частини прибутку акціонерного товариства у вигляді дивідендів, право на участь в управлінні акціонерним товариством, на отримання частини майна товариства у разі його ліквідації, а також інші права.
Власники простих акцій мають однакові права.
Прості акції не можуть бути конвертовані у привілейовані або інші цінні папери акціонерного товариства.
Основним типом цінних паперів, які обертаються на організованому фондовому ринку і створюють його ліквідність, є прості акції.

## Законодавство
- Закон України про цінні папери та фондовий ринок [Архівовано 23 січня 2022 у Wayback Machine.]
- Закон України про акціонерні товариства [Архівовано 21 січня 2022 у Wayback Machine.]
- Постанова Верховної Ради України «Про Концепцію функціонування і розвитку фондового ринку в Україні»
- Указ Президента України «Про державну комісію з цінних паперів і фондового ринку» [Архівовано 26 січня 2022 у Wayback Machine.]
- Законодавчі акти по ринку акцій